# Kreuz Kamp-Lintfort
Kreuz Kamp-Lintfort is een knooppunt in de Duitse deelstaat Noordrijn-Westfalen.
Op dit knooppunt sluiten de B528 de zuidelijke randweg van Kamp-Lintfort en de A42 vanaf Kreuz Castrop-Rauxel-Ost aan op de A57 Goch-Keulen.

## Geografie
Het Autobahnkreuz ligt op het grondgebied van de stad Moers in de Kreis Wesel, op de gemeentegrens met Kamp-Lintfort.
Nabijgelegen stadsdelen zijn Genend, Repelen en Kohlenhuck van Moers.
Het knooppunt ligt ongeveer 35 km ten noordwesten van Düsseldorf, ongeveer 15 km ten noordwesten van Duisburg en ongeveer 35 km ten oost noordoosten van Venlo.

## Configuratie
Hoewel oorspronkelijk een trompetknooppunt, is het Kreuz Kamp-Lintfort een mix tussen een trompetknooppunt en een klaverblad.
Rijstrook
Nabij het knooppunt heeft de A42 2x3 rijstroken, zowel de A57 als de B528 hebben 2x2 rijstroken.
De aansluiting A42<>B528 heeft 2x2 rijstroken; alle ander verbindingswegen hebben in principe één rijstrook, waar in de richting Keulen de verbindingswegen van de A42 en de B528 samengaan over twee rijstroken naar de A57.
Bijzonderheid
De A57 kent tussen de afrit Kamp-Lintfort en het knooppunt een parallelstructuur.

## Verkeersintensiteiten
Dagelijks passeren ongeveer 110.000 voertuigen het knooppunt.
Handmatige verkeerstelling van 2010.
| Van                     | Naar                     | Gemiddeld aantal voertuigen per dag | Percentage vrachtvarkeer |
| ----------------------- | ------------------------ | ----------------------------------- | ------------------------ |
| Kamp-Lintfort (B 528)   | AK Kamp-Lintfort         | keine Daten                         | keine Daten              |
| AK Kamp-Lintfort        | AS Moers-Nord (A 42)     | 40.900                              | 15,1 %                   |
| AS Kamp-Lintfort (A 57) | AK Kamp-Lintfort         | 58.900                              | 12,1 %                   |
| AK Kamp-Lintfort        | AS Moers-Hülsdonk (A 57) | 62.700                              | 12,5 %                   |

| Aansluitende wegen         | Aansluitende wegen             | Aansluitende wegen                                 | Aansluitende wegen | Aansluitende wegen |
| -------------------------- | ------------------------------ | -------------------------------------------------- | ------------------ | ------------------ |
|                            |                                | richting Kamp-Lintfort / Rheinberg Goch / Nijmegen |                    |                    |
|                            |                                |                                                    |                    |                    |
| richting Kamp-Lintfort-Süd | richting Dortmund / Oberhausen |                                                    |                    |                    |
|                            |                                |                                                    |                    |                    |
|                            |                                | richting Moers / Krefeld Venlo / Keulen            |                    |                    |